# Friesennot
Friesennot (Untertitel: Ein deutsches Schicksal auf russischer Erde) ist ein deutscher Film von Willi Krause aus dem Jahr 1935. Krause, damals Reichsfilmdramaturg, arbeitete unter seinem Pseudonym „Peter Hagen“.

## Handlung
In abgelegenen russischen Wäldern lebt eine deutsche Dorfgemeinschaft, deren Gründer ihre friesische Heimat einst verlassen hatten, um ihrer Religion nicht abschwören zu müssen. In diese Gemeinschaft kehrt nach langer Abwesenheit Christian Kröger zurück, der krank ist und vor seinem Tod seine Tochter Mette wieder sehen will. Die Nachrichten, die er „von draußen“ mitbringt, sind beunruhigend und handeln von Krieg, Hunger und einer „neuen Obrigkeit“. Während die Männer des Dorfes sich auf Verteidigung und Kampf einstellen, beharrt der glaubensstarke Gemeindevorsteher Jürgen Wagner darauf, dass jede Obrigkeit von Gott eingesetzt sei. Kröger stirbt, bevor im Dorf Einigkeit erzielt werden kann.
Währenddessen wird das Friesendorf von den neuen kommunistischen Machthabern auf einem ihrer Erkundungsflüge entdeckt. Kommissar Tschernoff wird mit einem Trupp in das Dorf entsandt, um den Vorsteher zur Abgabe von Naturalien für die Hungernden zu drängen und zugleich auch für die Sache der Revolution zu gewinnen. Auch nach der Entsendung der Abgaben machen die Russen keine Anstalten, das Dorf wieder zu verlassen. Während Tschernoffs Absichten redlich sind – als ehemaliger zaristischer Offizier sieht er die Revolution insgeheim als Unrecht an; außerdem ist er in Mette verliebt, die seine Gefühle offenbar erwidert –, beginnen seine Männer, das Dorf auszuplündern. Tschernoff gelingt es, Wagner weiterhin zu beschwichtigen, sogar ein allgemeines Versöhnungsfest wird gefeiert. Währenddessen jedoch bereitet Klaus Niegebüll, Mettes Ziehvater, die Bewaffnung der Dorfbewohner vor. Als die Russen bei einer Durchsuchung seines Hauses drei Pistolen entdecken, lenkt der Dorfschmied, Hauke Peters, den Verdacht der Bauern auf die „Verräterin“ Mette, die von ihrem Ziehvater daraufhin ins Moor und damit in den Tod getrieben wird.
Ein neuer Kommissar, Krappin, übernimmt die Herrschaft über das Friesendorf. Er lässt das Bethaus, das Tschernoff bisher geschont hatte, besetzen und von seinen Männern schänden. Erst als auch Mettes Freundin Hilde Winkler vergewaltigt und ermordet wird, schließt auch Wagner sich dem bewaffneten Widerstand an. Es kommt zu einem Blutbad, in dessen Verlauf sowohl Tschernoff als auch Wagner erschossen werden. Da Wagners letzte Worte „Eine neue Heimat suchen!“ lauten, lässt Niegebüll das Dorf niederbrennen.

## Historischer Hintergrund
Der Film ist im Wesentlichen der Situation der russlanddeutschen Mennoniten nachempfunden. Diese ursprünglich aus Friesland stammende Religionsgruppe zeichnete sich gerade in ihren Kolonien auf russischem Boden durch eine konsequente Gewaltlosigkeit und unbedingten Pazifismus aus. Wegen Unterdrückung oder Wehrpflicht in der Heimat emigrierten die Mennoniten aus Friesland nach Polen und nach der dritten Polnischen Teilung nach Russland. Wegen erneuten Konflikten mit der Obrigkeit und der Ausweitung der Wehrpflicht auf Russlanddeutsche setzten sich einige Mennoniten in die Wildnis Sibiriens und der Uralgegend ab.
Die „Friesen“ des Films Friesennot sind daher auch zutreffend als ausgesprochen abgeschottet und eigenbrötlerisch dargestellt. Im Film wird aber auch angedeutet, dass der unbedingte Pazifismus der Dorfgemeinschaft lediglich durch die Ferne von anderen Menschen erreichbar wird.

## Produktion und Rezeption
Der Film „Friesennot“ wurde Mitte Mai 1935 in der Lüneburger Heide gedreht (Außenaufnahmen); die Innenaufnahmen folgten Anfang September in den Tobis-Studios Berlin-Grunewald. Bei der Zensurvorlage in der Filmprüfstelle erhielt der Film am 11. November Jugendverbot und am 15. November 1935 das Höchstprädikat „Staatspolitisch und künstlerisch besonders wertvoll“; das Jugendverbot wurde – vermutlich nach geringfügigen Schnitten – gleichzeitig in eine beschränkte Jugendfreigabe (ab 14 Jahren) umgewandelt. Den Verleih übernahm die Reichspropagandaleitung der NSDAP, Hauptamt Film, den Weltvertrieb die Tobis-Cinema. Uraufgeführt wurde der Film am 19. November 1935 gleichzeitig im Berliner Ufa-Palast am Zoo und im Leipziger Ufa-Palast. Aus Joseph Goebbels’ Tagebüchern ist zu ersehen, dass er und Hitler von „Friesennot“ begeistert waren. „Friesennot“ gehörte zu denjenigen Filmen, die sich in Adolf Hitlers privatem Filmarchiv befanden.
Am 6. März 1939 wurde das Höchstprädikat entzogen und durch das niedrigere Prädikat „Staatspolitisch und künstlerisch wertvoll“ ersetzt, das der Film bis zum 31. Dezember 1942 behielt, obwohl er bereits am 7. September 1939, also kurz nach dem deutschen Überfall auf Polen, mit Rücksicht auf den sowjetischen Bündnispartner (deutsch-sowjetischer Nichtangriffspakt) verboten wurde. 1941, nach dem Beginn des Deutsch-Sowjetischen Krieges, wurde er unter dem Titel „Dorf im roten Sturm“ wieder aufgeführt.
Nach dem Ende des Zweiten Weltkrieges wurden alle Kopien des Films vom Oberkommando der alliierten Siegermächte beschlagnahmt und seine Aufführung unter Verbot gestellt. Der FSK wurde der Film, der keine Chance auf eine Freigabe hat, nie vorgelegt. Eine Kopie befindet sich unter anderem im Bestand des Bundesarchivs.

## Kritik
Während des Zweiten Weltkriegs, in dem die kommunistische UdSSR seit 1941 von der deutschen Staatsführung zum Weltfeind Nummer 1 erkoren worden war, wurde Friesennot als Musterbeispiel eines „völkischen“ Films gelobt.
In Otto Kriegks Der deutsche Film im Spiegel der UFA ist zu lesen:

„Einigen Vorkämpfern des nationalsozialistischen Films verdanken wir das Werk ‚Friesennot‘, die Darstellung des Schicksals friesischer Bauern in der Sowjetunion. Der Nationalsozialismus hatte soeben den Bolschewismus in Deutschland geschlagen. Die Reichspropagandaleitung der NSDAP setzte sich zum Ziel, dem ‚Potemkin‘ oder ‚Sturm über Asien‘ einen deutschen Film entgegenzustellen. Der Dichter Werner Kortwich, Peter Hagen, der Kameramann Sepp Allgeier schufen mit dem Schauspieler Friedrich Kayßler und einigen anderen Darstellern ein Werk, das eine durchgreifende politische und erzieherische Wirkung erreichte. Technische Schwächen im einzelnen sind dabei gleichgültig. Es gibt kein besseres Zeichen für die Wirkung dieses Films als die Wiederaufführung nach Jahren; zu einer Zeit, in der die Erkenntnis über den Bolschewismus durch die persönliche Anschauung von Millionen deutscher Soldaten sich inzwischen für uns geklärt hatte. Der Film war genauso frisch und jung wie am Tage seiner Uraufführung.“

Für Erwin Leiser ist Friesennot ein Beispiel antikommunistischer Propaganda, transportiert durch den Konflikt zwischen den wolgadeutschen Dorfbewohnern und den bolschewistischen Rotgardisten. Für besonders zynisch hält Leiser die Darstellung der kommunistischen Regierung als religionsfeindlich, da deren Argumentation genauso gut auf das NS-Regime zutreffe.
Das große Personenlexikon des Films nannte Friesennot einen „platten, nazistischen Volksdeutsche-Problemfilm“, in dem Valéry Inkijinoff „die Karikatur eines die Wolgadeutschen bis aufs Äußerste auspressenden, slawisch-sowjetischen Politruks“ verkörperte.
Das Lexikon des internationalen Films bezeichnet den Film als „ein platt naturalistisch aufgezogenes NS-Tendenzstück, dessen Polemik gegen „Artfremde“ seinerzeit als „staatspolitisch besonders wertvoll“ belobigt wurde.“